# Bamboleo (canción)
«Bamboleo» es el nombre de la canción que dio a conocer en todo el mundo al grupo Gipsy Kings. Apareció en su álbum homónimo en 1987. La canción ahora icónica ha sido un éxito en todo el mundo, además de regrabada por varios artistas, así como a varios idiomas, géneros y estilos.

## Origen
La palabra "bamboleo" significa "balancear" o "movimiento de vaivén" en español. El coro dice: "Bamboleo, bambolea, porque mi vida yo la prefiero vivir así.", traducido al español diría "Balanceo, balancea, porque...".
Parte de la canción es una adaptación de una canción folclórica venezolana llamada "Caballo viejo" compuesta por Simón Díaz. y también "Bamboleo" es en parte una adaptación de la canción de los años 50 "Bamboleo" de Carmen Miranda.
Julio Iglesias la regrabó en su álbum Raíces.

## Canciones
1987
- Lado A: «Bamboleo» (4:39)
- Lado B: «Quiero Saber» (4:09)

1988 (12") Versión UK
- Lado A: «Bamboleo»
- Lado B: «Bamboleo» (versión sencillo) (3:25) / «Quiero Saber» (4:10)

1988
- Lado A: «Bamboleo» (3:28)
- Lado B: «Bamboleo» (Versión LP) (3:28)

1988 (12") Versión USA
- Lado A: «Bamboleo» (Sencillo latino) (3:45)
- Lado B: «Bamboleo» (Latin Extended Version) (7:17)

## Incluido en
La canción fue incluida en su álbum Greatest Hits, donde como última canción se incluye un medley de 5 minutos ("Bamboleo / Volaré / Djobi Djoba / Pida Me La / Baila Me").

## Otras versiones
- Las más populares están grabadas por Celia Cruz y Julio Iglesias.
- El cantante mexicano Juan Gabriel, cantó un fragmento de la canción en el mítico concierto en el palacio de bellas artes en México.
- La banda adolescente española Gypsy Teens grabaron una versión en 2001.
- David Bolzoni la grabó en 2007 para su álbum "Estigmas de amor".
- Ha sido grabada solo de manera instrumental.
- Ensiferum utilizó el refrenar en un tema extra al que se tituló "Bamboleo (Gipsy Kings Cover)" en su álbum Unsung Héroes de 2012.

### Mashups
- La serie televisiva norteamericana Glee presentó una versión de la canción como mashup mezclado con"Héroe"  de Enrique Iglesias. Esto ocurrió en el duodécimo episodio de la tercera temporada llamado "El profesor español", la canción está nombrada como "Bamboleo/Héroe".

### Muestreos
- "Sol", una canción por Umboza, es su hit más grande en Reino Unido y está basado alrededor de una muestra "Bamboleo".